# Денисова Карина Дмитрівна
Карина Дмитрівна Денисова (до шлюбу Юрченко; нар. 28 грудня 1997, Сіверськодонецьк) — українська волейболістка, гравчиня збірної України. Чемпіонка Євроліги 2017 року. Переможець Ліги чемпіонів Азії 2025.

## Із біографії
Вихованка ДЮСШ № 2 Сіверськодонецька (перший тренер — Юрій Колобов). З сезону 2012/2013 виступала за основний склад «Сєвєродончанки» в елітному дивізіоні українського клубного волейболу.
У сезоні 2019/2020 виступала за «Олімп» (Прага). В середньому за сет набирала по 4,77 очки, що стало найкращим результатом чемпіонату. У кубку Чехії — увійшла до п'ятірки кращих бомбардирів як за кількістю набраних балів, так і в середньому за сет.
Переможниця Ліги чемпіонів Азії 2025 року в складі казахського клубу «Жетису» (разом з Димар і Шаргородською).

## Клуби
| Роки      | Команди                   |
| --------- | ------------------------- |
| 2012—2017 | «Сєвєродончанка»          |
| 2017—2018 | «Казерта»                 |
| 2018—2019 | «Страбаг» (Братислава)    |
| 2019—2020 | «Олімп» (Прага)           |
| 2020—2021 | «Кемпер 91»               |
| 2021—2022 | «Куаниш» (Петропавль)     |
| 2022—2023 | «Црвена Звезда» (Белград) |
| 2023—     | «Жетису» (Талдикорган)    |

## Досягнення
У клубах
- 2014 — срібна призерка Чемпіонату України, фіналіст Кубку України[10].
- 2015 — срібна призерка Чемпіонату України, фіналіст Кубку України[10], кращий нападник «Фіналу чотирьох» Кубка України[11].
- 2016 — бронзова призерка Чемпіонату України[12].
- 2019 — найцінніший гравець місяця (січень)[13][14], срібна призерка Ексталіги Словаччини[14][15].
- 2020 — срібна призерка Кубку Чехії[16].
- 2022 — переможниця клубного чемпіонату Азії (найкращий нападник турніру), бронзова призерка кубку Казахстану (найкращий гравець турніру), бронзова призерка чемпіонату Казахстану[17].
- 2024 — переможниця суперкубка Казахстану[18].
- 2025 — переможець чемпіонату, кубка Казахстану. Найкраща волейболістка національної першості.[19]
- 2025 — переможець Ліги чемпіонів Азії. Найкраща волейболістка турніру[20].

У збірній
- 2017 — чемпіонка Євроліги[21].

## Статистика
У збірній:
| Турнір                | Фінальний турнір | Фінальний турнір | Фінальний турнір | Фінальний турнір | Відбіркові змагання | Відбіркові змагання | Відбіркові змагання | Відбіркові змагання | Примітки |
| Турнір                | Ігри             | Сети             | Очки             | Ср.              | Ігри                | Сети                | Очки                | Ср.                 | Примітки |
| --------------------- | ---------------- | ---------------- | ---------------- | ---------------- | ------------------- | ------------------- | ------------------- | ------------------- | -------- |
| Євроліга 2017         | 10               | 35               | 99               | 2,83             | —                   | —                   | —                   | —                   | [ 22 ]   |
| Чемпіонат Європи 2017 | 3                | 8                | 18               | 2,25             | 8                   | 25                  | 38                  | 1,52                | [ 23 ]   |
| Євроліга 2018         | 6                | 15               | 25               | 1,67             | —                   | —                   | —                   | —                   | [ 24 ]   |
| Чемпіонат світу 2018  | —                | —                | —                | —                | 5                   | 9                   | 20                  | 2,22                | [ 25 ]   |
| Євроліга 2019         | 6                | 20               | 65               | 3,25             | —                   | —                   | —                   | —                   | [ 26 ]   |
| Чемпіонат Європи 2019 | 5                | 12               | 33               | 2,75             | 5                   | 16                  | 45                  | 2,81                | [ 27 ]   |
| Євроліга 2021         | 4                | 13               | 42               | 3,23             | —                   | —                   | —                   | —                   | [ 28 ]   |
| Чемпіонат Європи 2021 | —                | —                | —                | —                | 4                   | 14                  | 32                  | 2,29                | [ 29 ]   |
| Всього                | 34               | 103              | 282              | 2,74             | 22                  | 64                  | 135                 | 2,11                |          |

Статистика виступів в єврокубках:
| Сезон   | Клуб            | Турнір         | Ігри | Сети | Очки | Ср.  | Примітки |
| ------- | --------------- | -------------- | ---- | ---- | ---- | ---- | -------- |
| 2019/20 | «Олімп»         | Кубок виклику  | 2    | 9    | 47   | 5,22 |          |
| 2022/23 | «Црвена звезда» | Ліга чемпіонів | 4    | 9    | 23   | 2,56 |          |